# دانيال غودوي
دانيال غودوي (بالإسبانية: Daniel Godoy) هو لاعب كرة قدم ومدرب كرة قدم فنزويلي، ولد في 13 يونيو 1984 في كاراكاس في فنزويلا. شارك مع منتخب فنزويلا لكرة القدم. أما مع النوادي، فقد لعب مع ديبورتيفو لارا ونادي بورتوغيزا ونادي كاراكاس.

## وصلات خارجية
- دانيال غودوي على موقع قاعدة بيانات كرة القدم.إي يو (الإنجليزية)
- دانيال غودوي على موقع ناشيونال فوتبول تيمز (الإنجليزية)